# ロブ・ボッティン
ロブ・ボッティン（Robin R. Bottin, 1959年4月1日 - ）は、アメリカ合衆国 の特殊メイクアップアーティスト。「ボッティン」のほか「ボティーン」、「ボーティン」と表記されることもあるが、各種ドキュメンタリー内での言及においては“ティ”が強くなる「ボーティーン」のように発音されている。

## 生い立ち
ボッティンはカリフォルニア州ロサンゼルス郊外のエルモンテに生まれる。父親はワゴン車製造会社の主任。

## キャリア
幼い頃から古典ホラー映画を数多く観ていた。14歳の頃、自分の描いた画集を特殊メイクアップアーティストのリック・ベイカーに提出し、ベイカーは即座に彼を雇った。多くの映画でベイカーと共に仕事をした後、独立して最初の成功を収めたのは1981年の『ハウリング』における男が狼男に変身するシーンである。このシーンは師であるベイカーにも影響を与え、ベイカーは同じ1981年の『狼男アメリカン』で同様のシーンを作った。
1980年、撮影監督のディーン・カンディに頼み込んでジョン・カーペンターに紹介してもらい、同監督の『ザ・フォッグ』で特殊メイクを担当した。ボッティンはブレイク船長役で登場シーンは僅かながらも出演している。
その後、ボッティンの名声が大きく高まったのは、同じくカーペンター監督の『遊星からの物体X』である。企画を聴きつけどうしても参加したいと熱望するボッティンに対し『ザ・フォッグ』一度きりという考えだったカーペンターは志願して来たボッティンを門前払いにしたが、『ハウリング』を観て考えを変え参加を要請。ボッティンはこの映画のために1年と5週間の間、休みも取らず文字通り連日連夜働き、カーペンターが具合の悪くなった彼を病院に入れた。
1985年には『レジェンド / 光と闇の伝説』で第59回アカデミー賞メイクアップ賞にノミネートされ、1990年には『トータル・リコール』で視覚効果に対しエリック・ブレヴィグらと共に第63回アカデミー賞特別業績賞を受賞した。
ボッティンは1977年の『スター・ウォーズ』のモス・アイズリーの酒場のシーンでクリーチャーとして出演している。

## フィルモグラフィ
- キングコング King Kong (1976)
- ピラニア Piranha (1978)
- ザ・フォッグ The Fog (1980)
- マニアック Maniac (1980)
- モンスター・パニック（1980）Humanoids From The Deep
- 秘宮のタニア Tanya's Island (1980）
- ハウリング The Howling (1981)
- 遊星からの物体X The Thing (1982)
- トワイライトゾーン/超次元の体験 The Twillght Zone The Movie (第3話『IT'S A GOOD LIFE』) (1983)
- エクスプロラーズ Explorers (1985)
- レジェンド / 光と闇の伝説 Legend (1985)
- イーストウィックの魔女たち The Witches of Eastwick (1987)
- インナースペース InnerSpace (1987)
- ロボコップ  Robocop (1987)
- トータル・リコール Total Recall (1990)
- ロボコップ2 Robocop2 (1990)
- バグジー Bugsy (1991)
- 氷の微笑 Basic instict (1992)
- ロボコップ3 Robocop3 (1993)
- セブン Seven (1995)
- ミッション:インポッシブル Mission Impossible (1996)
- ディアボロス/悪魔の扉 The Devil's Advocate (1997)
- ミミック Mimic (1997)
- ザ・グリード Deep Rising (1998)
- ラスベガスをやっつけろ Fear and Lasthing in Lasveges (1998)
- ファイト・クラブ Fight Club (1999)
- チャーリーズ・エンジェル Charlie's Angels (2000)
- Mr.ディーズ Mr.Deeds (2002)
- エリザベス・ハーレーの明るい離婚計画 Serving Sara (2002)
- ゲーム・オブ・スローンズ Game of Thrones 第4章 第2話「獅子と薔薇」(2014) ※クレジットなし[6]

## 参照
1. ↑  According to the State of California. California Birth Index, 1905–1995. Center for Health Statistics, California Department of Health Services, Sacramento, California.
2. ↑  Rob Bottin Biography (1959?-)
3. ↑  "The Thing Takes Shape", excerpts from the interview with Rob Bottin
4. ↑  Bring on the Gore: Top Ten Practical Effects in Horror!
5. ↑  The Morphing Artist: From Stop-Motion to CGI VFX HQ, May 1997.
6. ↑  http://collider.com/game-of-thrones-season-4-alex-graves-interview/